# Walerian (Pribićević)
Walerian, imię świeckie Vasilije Pribićević (ur. 25 kwietnia 1870 w Hrvatskiej Dubicy, zm. 10 lipca 1941 w Splicie) – serbski biskup prawosławny.

## Życiorys
Ukończył gimnazjum w Rakovcu, a następnie studia teologiczne na Kijowskiej Akademii Duchownej. Po uzyskaniu dyplomu wrócił do państwa austro-węgierskiego i przez dwa lata był nauczycielem w szkole dla mnichów przy monasterze Hopovo. Jego postrzyżyny mnisze miały miejsce 8 maja 1894 w innym klasztorze na Fruškiej gorze – Krušedole. Przyjął imię zakonne Walerian. Od 1897 do 1899 był nauczycielem serbskiego gimnazjum w Konstantynopolu. Gdy odmówił podpisania telegramu gratulacyjnego z okazji powrotu byłego króla serbskiego Milana I do Serbii, został zwolniony z posady. Wyjechał wówczas do Wiednia, a później do Lipska, na studia w zakresie bizantynologii i języka greckiego. To umożliwiło mu uzyskanie stanowiska profesora serbskiego seminarium duchownego w Sremskich Karlovcach.
Był jednym z oskarżonych o zdradę stanu w procesie polityków serbskich w Austro-Węgrzech opowiadających się za współpracą z Chorwatami i jugoslawizmem, jaki miał miejsce w Zagrzebiu w 1909. W tym samym procesie oskarżeni byli również jego bracia Adam i Svetozar. Został skazany na 12 lat więzienia, jednak wszyscy oskarżeni zostali ułaskawieni w 1910. W Królestwie Serbów, Chorwatów i Słoweńców był kilkakrotnie wybierany na deputowanego do parlamentu. w 1929 został przełożonym monasteru Jazak. 8 grudnia 1939 został nominowany na biskupa sremskiego, wikariusza archieparchii belgradzkiej. Jego chirotonia biskupia odbyła się 28 stycznia 1940 w soborze św. Mikołaja w Sremskich Karlovcach. Będąc biskupem, Walerian (Pribićević) nadal kierował monasterem Jazak. Zmarł w 1941 w Splicie i tam został pochowany. Po zakończeniu II wojny światowej jego szczątki przeniesiono do klasztoru, którego przełożonym był od 1929 do 1941.